# Nicola Crocetti

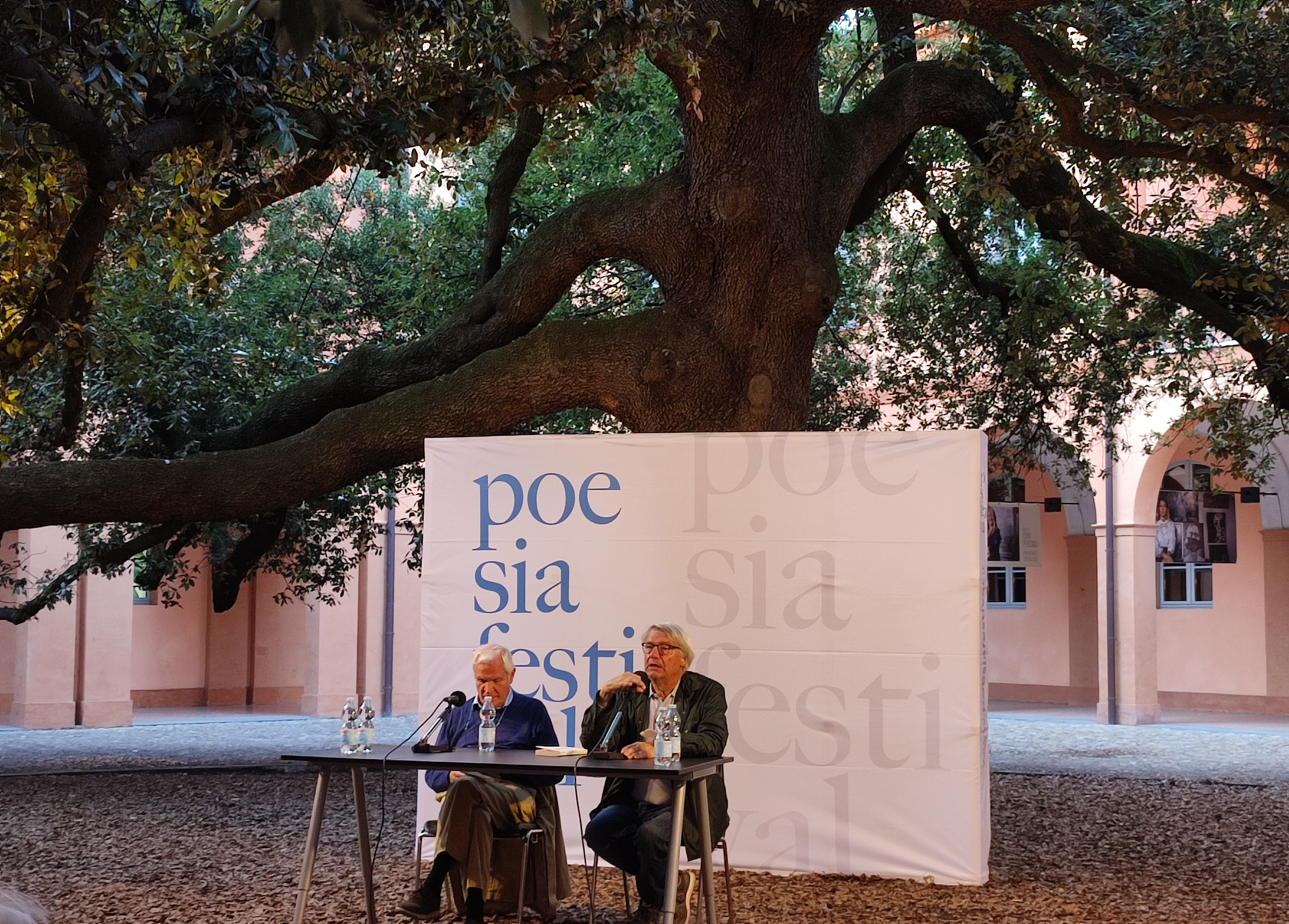
Nicola Crocetti insieme ad Alberto Bertoni al Poesia Festival 2022

Nicola Crocetti (Patrasso, 4 agosto 1940) è un grecista, traduttore, editore e giornalista italiano.

## Biografia
(Paolo Foschini, Corriere della Sera, 12 gennaio 2008, p. 41)
A Patrasso, dove è nato, egli ha trascorso serenamente la sua prima infanzia trasferendosi poi nella città di Firenze e in seguito a Milano dove tuttora lavora e vive. Conoscitore nativo della lingua greca moderna e amante della poesia, ha tradotto numerose raccolte di poeti greci moderni e contemporanei, tra i quali Kavafis, Elitis, Ritsos, Seferis, Anaghnostakis. Nel 1981 fonda la Crocetti Editore, che si occupa principalmente di poesia. Il primo volume pubblicato è Erotica, la traduzione in italiano delle raccolte di poesia dell'amico Ghiannis Ritsos. Dal 1988 la casa editrice pubblica la rivista «Poesia», che con trent'anni di attività è risultata il più longevo periodico culturale italiano e il primo di questo genere ad essere distribuito nelle edicole.  La rivista, che ha redazioni fisse anche a Londra e New York, è l'organo ufficiale dell'"Associazione Culturale POESIA".
Ispirandosi al nome della madre greca, dieci anni più tardi lanciò la collana Aristea, all'interno della quale furono per la prima volta tradotti in italiano vari romanzi fra i più venduti della letteratura greca del XX secolo. Con un catalogo di oltre 3.300 autori di poesie pubblicati, nel 2019 dà alle stampe la sua traduzione del poema Odissea di Nikos Kazantzakis, che presenta un rinnovato Ulisse, il quale, tediato del ritorno ad Itaca, decide di ripartire per un viaggio senza meta e senza fine. Per il Corriere della Sera cura la collana diVersi, un'antologia di poesie di 20 autori italiani e stranieri, in riferimento alla quale dichiara:
(Ida Bozzi, Corriere della Sera, 
26 giugno 2019)
Crocetti è membro della giuria del Premio internazionale di poesia "Attilio Bertolucci".  Inoltre, è commissario UNESCO per la "Giornata mondiale della poesia". Nel maggio 2020 la sua casa editrice è entrata nel gruppo Feltrinelli.

## Opere principali

### Curatele
- Poesie da spiaggia, con Jovanotti, Milano, Crocetti, 2022. ISBN 9788883063558.

### Traduzioni
- Marija Gimbutas, Il linguaggio della Dea: mito e culto della Dea madre nell'Europa neolitica, introduzione di Joseph Campbell; traduzione di Nicola Crocetti (titolo orig.  The Language of the Goddess); collana: Biblioteca di archeologia, Milano, Longanesi, 1989, ISBN 88-304-0982-0.
- Odysseas (Odysseus) Elytis, Le elegie ("Le elegie di Oxòpetra" e "A occidente del dolore"), a cura di Paola Maria Minucci, Pubblicato postumo; traduzione di Nicola Crocetti; testo greco con traduzione italiana a fronte; collana: Lekythos n. 21, Milano, Crocetti, 1997.[12]
- Ghiannis Ritsos, Epitaffio e Makronissos, traduzione di Nicola Crocetti e Dimitri Makris; prefazione di Giorgio Gatos; collana: Fenice, Parma, Guanda, 1970.
- Irene Baloste-Fouletier, Miseria del vivere: alle radici dell'alienazione, traduzione di Nicola Crocetti; collana: I nuovi testi; titolo originale: La pauvrete de vivre, ou Une vision alternee du secteur psychiatrique, Milano, Feltrinelli, 1980.
- Giannes Ritsos, Pietre, ripetizioni, sbarre: poesie 1968-1969, a cura di Nicola Crocetti, prefazione di Louis Argon; traduzione di Nicola Crocetti, Milano, Feltrinelli, 1978.
- Khalil Gibran, Il profeta, traduzione di Piera Oppezzo e di Nicola Crocetti; testo inglese a fronte; Collana: Oscar Classici Moderni, Milano, Mondadori, 1993, EAN 13 9788804373698.
- Giannes Ritsos, Quattro poemetti, a cura di Nicola Crocetti, traduzione di Nicola Crocetti; collana: Universale economica; contiene quattro poemetti: Crisotemi, Ismene, Fedra, Elena, Milano, Feltrinelli, 1981.
- Thòdoros Kallifatidis, Timandra, traduzione di Nicola Crocetti; collana: Aristea, Milano, Crocetti, 2002, ISBN 88-8306-051-2.
- Giannes Ritsos, Trasfusione: poesie italiane, Introduzione di Vittorio Sereni; traduzione di Nicola Crocetti; testo originale a fronte, Torino, Einaudi, 1980, ISBN 88-06-16270-5.
- Kostantinos Kavafis, Poesie erotiche, Con 15 disegni di Ghiannis Tsaruchis e una nota di Vittorio Sereni; traduzione di Nicola Crocetti; testo originale a fronte, Milano, Crocetti, 1983, ISBN 88-8306-088-1.
- Kostantinos Kavafis, Poesie segrete, Con 10 disegni di Alekos Fassianos; introduzione di Ezio Savino; traduzione di Nicola Crocetti; testo originale a fronte, Milano, Crocetti, 1985, ISBN 87-87000-05-9.
- Giannes Ritsos, Quarta dimensione, traduzione di Nicola Crocetti; introduzione di Ezio Savino; collana: Lekythos, Milano, Crocetti, 2001, ISBN 88-8306-033-4.
- Odysseas Elytis, Sole il Primo, a cura di Nicola Crocetti, Testo originale a fronte; collana: Quaderni della Fenice, 2ª ed., Milano, Guanda, 1980, ISBN 88-7746-075-X.
- Ghiannis Ritsos, La signora delle vigne, a cura di Nicola Crocetti, Testo originale a fronte, Milano, Guanda, 1976, ISBN 88-7746-252-3.
- (con Filippo Maria Pontani), Poeti greci del Novecento coll. I Meridiani, Arnoldo Mondadori Editore, 2010
- Nikos Kazantzakis, Zorba il greco, Milano, Crocetti, 2011, ISBN 9788883063299.
- Ghiorgos Seferis, Le poesie, trad. di Nicola Crocetti, intr. di Nicola Gardini, Milano, Crocetti, 2017, ISBN 9788883062933.
- Nikos Kazantzakis, L'ultima tentazione, trad. di G. Tentorio e N. Crocetti, Milano, Crocetti, 2018, ISBN 9788883063411.
- Nikos Kazantzakis, Odissea, Milano, Crocetti, 2020 ISBN 9788883063213.
- Ghiannis Marìs, Il tredicesimo passeggero, Milano, Crocetti, 2021, ISBN 9788883063091.
- Nikos Kazantzakis, Rapporto al Greco, Milano, Crocetti, 2022, ISBN 9788883063565.